# Дом «У Золотого фазана»
Дом «У Золотого фазана» (чеш. Dům U Zlatého bažanta) — историческое здание в Праге. Находится в Старом городе, на улице У Раднице, 2. Он стоит между домами «У Трех трубочистов» и «У Золотого колокола». Охраняется как памятник культуры Чешской республики.
На месте сегодняшнего дома и его соседних зданий стоял большой романский двор, который позже был разделён и перестроен в готическом стиле до 1466 года. Ещё одна обширная реконструкция произошла до середины 16 века, в рамках которой была создана аркада. До 1580 года дом был перестроен в стиле ренессанса (тогда, возможно, были созданы три совмещённых окна) и был соединён с северной частью сегодняшнего дома «У Трех трубочистов».
Окна 1-го этажа здания обрамлены узкими камерами с решёткой, над ними косопокрытые подоконники, окна 2-го этажа характерны для раннего барокко — результат ещё одной перестройки, проведённой в конце 17 века.
В подвале сохранилась романская кладка из тёсаного камня.